# Міяхара Сатоко
Міяхара Сатоко (яп. 宮原 知子, Miyahara Satoko) - японська фігуристка, що стала віце-чемпіонкою чемпіонату світу в 2015 та посіла третє місце на чемпіонаті світу в 2018. Також вона виграла чемпіонат чотирьох континентів у 2016 році, стала дворазовою срібною призеркою чемпіонату чотирьох континентів (2014, 2015), дворазовою срібною призеркою фіналу Гран-прі (2015, 2016), дворазовою чемпіонкою турніру Skate America (2017, 2018) та чотирьохразовою чемпіонкою Японії.
На юніорському рівні вона виграла етап Гран-прі в США в 2012 та стала срібною призеркою етапу Гран-прі в Польщі у 2011, переможницею турніру "Asian Trophy" в 2012 та дворазовою чемпіонкою Японії серед юніорів (2012, 2013).
Вона посіла 4 місце на зимових Олімпійських іграх 2018 . На сьогодні Міяхара посідає сьоме місце в рейтензі фігуристок, що виступають в одиночній дисципліні за версією Міжнародного союзу ковзанярів.

## Особисте життя
Міяхара Сатоко народилася 26 березня 1998 року в Кіото, Японія. В юності батько захоплювався регбі, а мати - стрільбою з лука, проте в майбутньому вони обрали для себе професії лікарів. Через їхню роботу Сатоко була змушена переїхати з сім'єю до Х'юстона, штат Техас, коли їй було п'ять років, проте згодом повернулася до Кіото. Міяхара вивчала англійську впродовж перебування в США.

## Кар'єра

### Сезон 2011–2012: Дебют на юніорському міжнародному рівні[2]
Міяхара отримала право на участь у міжнародних змаганнях серед юніорів у сезоні 2011–2012. Вона виграла срібну медаль на дебютному етапі Гран-прі серед юніорів у польському Гданську і посіла п’яте місце на своєму другому старті в італійському Мілані. Вона стала четвертою на своєму першому чемпіонаті світу серед юніорів. Міяхару запросили взяти участь у показових виступах на командному чемпіонаті світу 2012 року як чемпіонку Японії серед юніорів.

### Сезон 2012–2013: Перший дорослий національний п'єдестал[3]
У сезоні 2012–2013 Міяхара завоювала золото та бронзову на етапах юніорського Гран-прі у США та Туреччині відповідно. Потім фігуристка виграла чемпіонат Японії з-поміж юніорів, а згодом посіла п’яте місце у фіналі юніорського Гран-прі у Сочі. Міяхара виграла свою першу національну медаль серед дорослих, бронзу, на чемпіонаті Японії. Вона завершила свій сезон на юніорському чемпіонаті світу 2013, де посіла сьоме місце.

### Сезон 2013–2014: Міжнародний дорослий дебют[4]
Міяхара розпочала сезон 2013-2014, вигравши турнір "Asian Trophy". Дебютувавши на дорослому Гран-прі, вона посіла п’яте місце на японському етапі. На російському етапі вона також стала п'ятою в загальному заліку. На Чемпіонаті Японії фігуристка посіла четверте місце, поступившись Акіко Судзукі, Канако Муракамі та Мао Асада . Вона була обрана для участі у чемпіонаті чотирьох континентів 2014 року, де завоювала срібну медаль. Міяхара посіла четверте місце на чемпіонаті світу серед юніорів 2014 року Вона завершила свій сезон золотою медаллю на турнірі "Gardena Spring Trophy".

### Сезон 2014–2015: Срібний призер світу[5]
Влітку 2014 року Міяхара відвідувала тренувальний табір, щоб попрацювати з олімпійським чемпіоном Іллею Куликом над технічною складовою своїх програм.  Вона відкрила сезон 2014–2015 перемогою на "Lombardia Trophy". На чемпіонаті Японії Сатоко посіла друге місце у короткій програмі та перше у довільній. На чемпіонаті чотирьох континентів 2015 року вона знову виграла срібло, посівши перше місце у короткій програмі та друге місце у довільній.
На чемпіонаті світу 2015 Сатоко стала другою, встановивши низку особистих рекордів. Згодом на командному чемпіонаті світу вона посіла п'яте місце індивідуально та третє у складі збірної

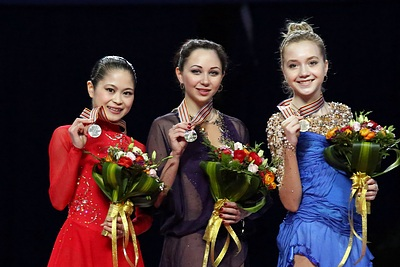
Міяхара Сатоко на п'єдесталі чемпіонату світу

### Сезон 2015–2016: срібло чемпіонату чотирьох континентів та фіналу Гран-прі[6]
Сатоко завоювала бронзу та золото на етапах Гран-прі в США та Японії. Це дозволило їй взяти участь у своєму першому дорослому фіналі Гран-прі, де вона посіла друге місце.
Згодом вона стала чемпіонкою Японії та виборола золото чемпіонату чотирьох континентів. Проте посісти призове місце на чемпіонаті світу у бостоні їй не вдалося.

### Сезон 2016-2017: Срібло другого фіналу Гран-прі[7]
Серія Гран-прі в цьому сезоні розпочалася для Міяхари вдало. Вона завоювала бронзу етапу в Канаді та срібло японського етапу, що дозволило їй пройти до фіналу, де вона знову посіла друге місце. На національному чемпіонаті Сатоко виборола титул триразової чемпіонки Японії. Але інші старту сезону фігуристці довелося пропустити через травму стегна.

### Сезон 2017-2018: Олімпійський сезон[8]
На Олімпійських іграх Сатоко у складі збірної Японії посіла п'яте місце, а в індивідуальній програмі, встановивши декілька особистих рекордів, вона стала четвертою.

### Сезон 2018-2019[9]
Цей сезон для Міяхари розпочався з вагомих перемог, а саме з першого місця на американському етапі Гран-прі та срібла на турнірі NHK Trophy. На національному чемпіонаті через помилки в довільній програмі їй вдалося стати тільки третьою.

### Сезон 2019-2020[10]
Невдалі виступи на двох етапах Гран-прі не дозволили фігуристці взяти участь у фіналі. На жаль, у цьому сезоні вона також не змогла піднятися на п'єдестал чемпіонати Японії, проте федерація фігурного катання вирішила дозволити Міяхарі взяти участь на чемпіонаті світу в Монреалі, який згодом відмінили через пандемію коронавірусу.

### Сезон 2020-2021
Більшість міжнародних стартів були скасовані через пандемію. Проте Сатоко вдалося побувати на чемпіонаті світу в Стокгольмі, де вона в загальному заліку стала 19. Вдало виступити фігуристці завадила травма правої ноги, яку вона отримала напередодні старту.